# زمین‌لرزه ۱۹۶۶ خوالین
زمین‌لرزه خوالین در تاریخ ۱۲ مارس ۱۹۶۶ میلادی، برابر با ‎۲۱ اسفند ۱۳۴۴، ساعت ۱۶:۳۱:۱۹ به زمان یوتی‌سی در تایوان و ژاپن رخ داد. ژرفای این زلزله ۲۷٫۵ کیلومتر بود. بزرگی آن ۷٫۴ در مقیاس Mw اعلام شده‌است. زمین‌لرزه به وقت محلی در روز یکشنبه، ساعت ۰ روی داده و منطقه زمانی آن یوتی‌سی +۸ بوده‌است.
سازمان زمین‌شناسی آمریکا نیز جای این زمین‌لرزه را در مختصات ۲۴°۰۶′شمالی ۱۲۲°۳۶′شرقی / ۲۴٫۱°شمالی ۱۲۲٫۶°شرقی و بزرگی آنرا برابر با ۸ در مقیاس ریشتر اعلام کرده‌است. ژرفای گزارش شده از سوی این سازمان ۴۸ کیلومتر می‌باشد.
شمار کشتگان زلزله حدود ۲ نفر بوده‌است. تعداد زخمیان ۱۱ نفر برآورده شده‌است. سونامی نیز در این زلزله گزارش شده‌است.